# Konstellationsanalyse
Die Konstellationsanalyse ist ein methodisch-analytisches Brückenkonzept für die interdisziplinäre und transdisziplinäre Forschung. Sie geht davon aus, dass verschiedene Elemente, die sich unterscheiden lassen, miteinander in Beziehung stehen und auch gleichwertig zueinander sind. Somit können sie zu Konstellationen zusammengefügt werden. Die Visualisierung dieser Konstellationen ist ein Schwerpunkt der Konstellationsanalyse.
Sie ist keiner speziellen wissenschaftlichen Theorie oder Disziplin zuzuordnen, sondern soll vor allem verschiedene Disziplinen miteinander besser verknüpfen.

## Ziele
Als Mittel für die interdisziplinäre Forschung hat die Konstellationsanalyse instrumentellen Charakter. Sie kann zur Analyse und Beschreibung komplexer Untersuchungsgegenstände genutzt werden, zur Strukturierung eines Problems oder Diskurses oder zur Strategie- und Projektentwicklung.

## Geschichte
Die Konstellationsanalyse wurde seit Ende der 90er Jahre, verstärkt seit Beginn des 21. Jahrhunderts, vor allem am Forschungszentrum Technik und Gesellschaft an der Technischen Universität Berlin und dem inter 3 – Institut für Ressourcenmanagement entwickelt.

## Visualisierung

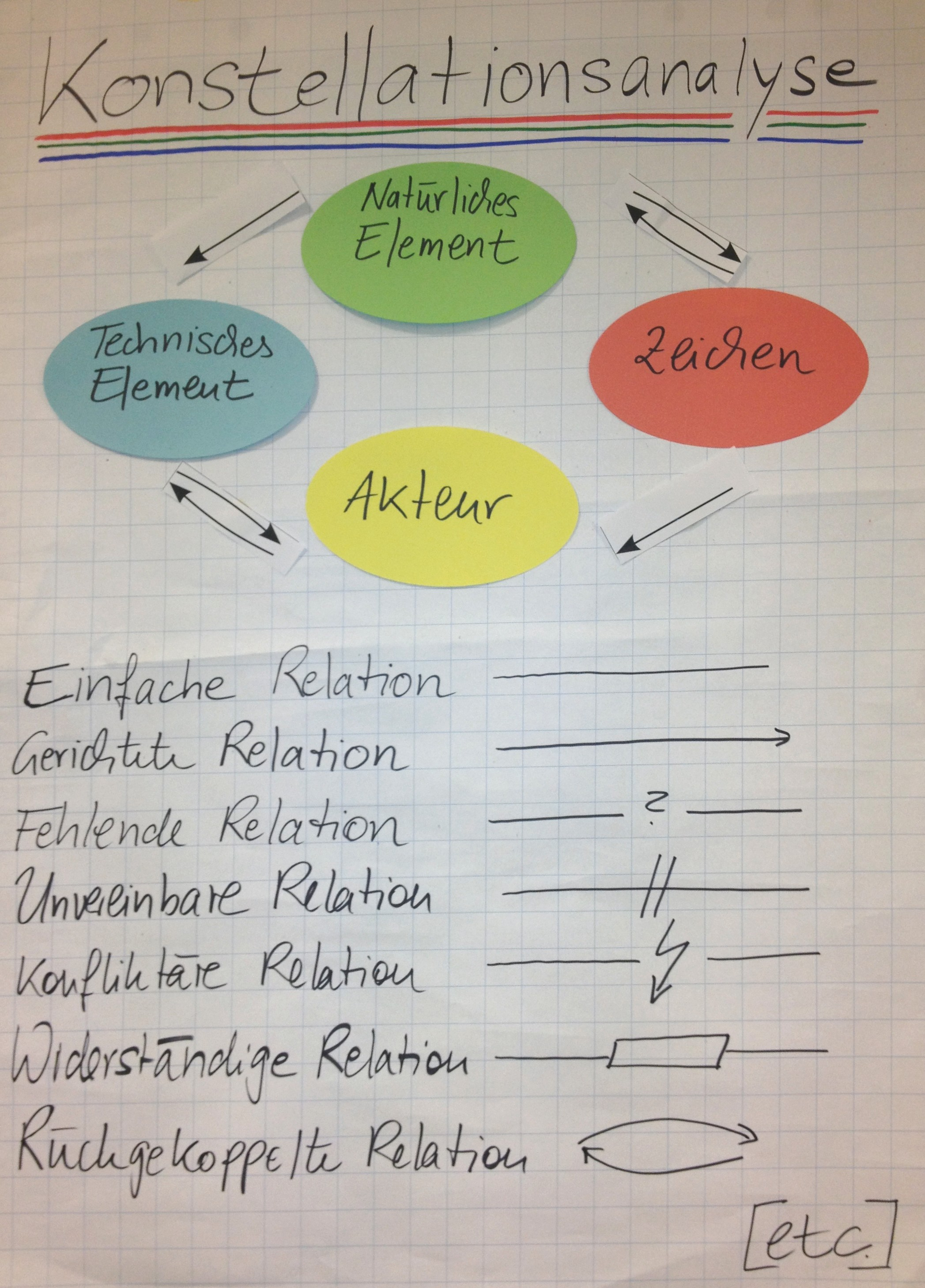
Übersicht über die Elemente während der Nachdenkstatt 2013

Die Konstellationen, die untersucht werden sollen, werden mit konkreten Elementen beschrieben und interpretiert. Diese Elemente lassen sich in vier Typen unterteilen:
- soziale Akteure (z. B. Personen oder Gruppen)
- natürliche Elemente (z. B. Luft, Wasser, Lebewesen, …)
- technische Elemente (z. B. Hardware)
- Zeichenelemente

Diese Elemente können noch mal in drei Untergruppen aufgeteilt werden:
- Individuum (z. B. Frau Angela Merkel)
- benennbarer Einzelfall (z. B. Bundeskanzler)
- Typus oder überbegriffliche Einheit (z. B. Bundesregierung)

Da einige Elemente nicht nur als Reinform, sondern auch als Mischform auftreten können, gibt es die Möglichkeit, sie als „hybride Elemente“ zu kartieren.
Jedes dieser Elemente wird im Rahmen der Konstellationsanalyse als gleichrangig behandelt. Im ersten Schritt werden die Elemente den vier Elementtypen zugeordnet, im nächsten Schritt werden sie in Beziehung zueinander gesetzt. Das erfolgt meist mittels farbigen Karteikarten auf Tafeln oder Pinnwänden. Dazu gibt es verschiedene Symbole für die Art der Relation (einfache Relation, rückgekoppelte Relation, unvereinbare Relation, …).

## Grenzen und Schwierigkeiten
Eine Schwierigkeit der Konstellationsanalyse ist die Abgrenzung der Konstellation von anderen Einflüssen, die das Ergebnis beeinflussen können. Sinnvoll ist eine Abgrenzung durch die Überlegung, wie relevant ein Bereich für die Fragestellung ist. Vor allem bei interdisziplinären Forschungsprojekten kann das jedoch schnell zu einer Abgrenzung entlang von disziplinären Grenzen kommen.
Die Visualisierung einer Konstellation kann durch die grafische Prägnanz auch leicht dazu führen, dass besonders eingängige Grafiken eine Art Scheinkonsens erzeugen, der nicht mehr kritisch auf andere Denkmöglichkeiten überprüft wird.